# Take My Breath Away
"Take My Breath Away" là một bài hát của ban nhạc người Mỹ Berlin nằm trong album nhạc phim của bộ phim năm 1986 Top Gun. Bài hát sau đó còn xuất hiện trong album phòng thu thứ tư của họ, Count Three & Pray (1986). Nó được phát hành như là đĩa đơn thứ hai trích từ album nhạc phim và đầu tiên từ Count Three & Pray vào ngày 15 tháng 6 năm 1986 bởi Columbia Records và Geffen Records. "Take My Breath Away" được viết lời và sản xuất bởi Giorgio Moroder, bên cạnh sự tham gia đồng viết lời từ Tom Whitlock. Ban đầu được thu âm bởi ban nhạc The Motels dưới dạng bản thu nháp, bài hát đánh dấu sự hợp tác thứ hai giữa Moroder và Berlin sau đĩa đơn năm 1984 "No More Words". Nó đã ngay lập tức gây ấn tượng với đạo diễn phim Tony Scott, người đã quyết định quay thêm những cảnh lãng mạn giữa hai nhân vật chính Tom Cruise và Kelly McGillis để lồng ghép bài hát. Đây là một bản pop ballad mang nội dung đề cập đến khao khát của một cô gái trong tình yêu.
Sau khi phát hành, "Take My Breath Away" nhận được những phản ứng tích cực từ các nhà phê bình âm nhạc, trong đó họ đánh giá cao nội dung lời bài hát, quá trình sản xuất cũng như việc sử dụng hợp lý nó cho bộ phim. Ngoài ra, bài hát còn gặt hái nhiều giải thưởng và đề cử tại những lễ trao giải lớn, bao gồm chiến thắng giải Quả cầu vàng lẫn Oscar cho Bài hát gốc xuất sắc nhất vào năm 1987. "Take My Breath Away" cũng tiếp nhận những thành công vượt trội về mặt thương mại, đứng đầu các bảng xếp hạng ở Bỉ, Ireland và Vương quốc Anh, và lọt vào top 10 ở hầu hết những quốc gia nó xuất hiện, bao gồm vươn đến top 5 ở Úc, Áo, Canada, Pháp, Đức, Ý, Hà Lan, New Zealand, Na Uy, Tây Ban Nha, Thụy Điển và Thụy Sĩ. Tại Hoa Kỳ, nó đạt vị trí số một trên bảng xếp hạng Billboard Hot 100 trong một tuần, trở thành đĩa đơn quán quân đầu tiên và duy nhất của Berlin, đồng thời cũng là đĩa đơn duy nhất của nhóm lọt vào top 20 tại đây.
Video ca nhạc cho "Take My Breath Away" được đạo diễn bởi Marcelo Anciano, trong đó bao gồm những cảnh giọng ca chính của Berlin Terri Nunn hát trong lúc đang đi bộ giữa một trạm máy bay vào ban đêm, trong khi hai thành viên John Crawford và Rob Brill thư giãn trong trạm trước khi đi cùng Nunn, xen kẽ với những cảnh quay từ Top Gun. Được ghi nhận là bài hát trứ danh trong sự nghiệp của nhóm, nó đã được hát lại và sử dụng làm nhạc mẫu bởi nhiều nghệ sĩ, như Diana Ross, Richard Clayderman, Jessica Simpson, Tori Amos, Will Young và dàn diễn viên của Glee, cũng như xuất hiện trong nhiều tác phẩm điện ảnh và truyền hình, bao gồm Death Note, Despicable Me 3, Going the Distance, It's Always Sunny in Philadelphia và The King of Queens. Ngoài ra, "Take My Breath Away" còn xuất hiện trong nhiều album tuyển tập của nhóm, như Best of Berlin 1979-1988 (1988), Master Series: Berlin (1997), Live: Sacred and Profane (2000) và Metro Greatest Hits (2004).

## Danh sách bài hát
Đĩa 7" tại châu Âu và Anh quốc
1. "Take My Breath Away" — 4:13
2. "Radar Radio" (thể hiện bởi Giorgio Moroder hợp tác với Joe Pizzulo) — 3:40

Đĩa 7" tại Hoa Kỳ
1. "Take My Breath Away" — 4:17
2. "Top Gun Anthem" (thể hiện bởi Harold Faltermeyer và Steve Stevens) — 4:02

Đĩa 12" tại Anh quốc
1. "Take My Breath Away" — 4:13
2. "You've Lost That Lovin' Feelin'" (thể hiện bởi The Righteous Brothers) — 3:45
3. "Radar Radio" (thể hiện bởi Giorgio Moroder hợp tác với Joe Pizzulo) — 3:40

## Xếp hạng
| Bảng xếp hạng (1986-90)               | Vị trí cao nhất |
| ------------------------------------- | --------------- |
| Úc (Kent Music Report)                | 2               |
| Áo (Ö3 Austria Top 40)                | 4               |
| Bỉ (Ultratop 50 Flanders)             | 1               |
| Canada (RPM)                          | 2               |
| Canada Adult Contemporary (RPM)       | 1               |
| Châu Âu (European Hot 100 Singles)    | 1               |
| Phần Lan (Suomen virallinen lista)    | 15              |
| Pháp (SNEP)                           | 2               |
| Đức (Official German Charts)          | 3               |
| Ireland (IRMA)                        | 1               |
| Ý (FIMI)                              | 5               |
| Hà Lan (Dutch Top 40)                 | 1               |
| Hà Lan (Single Top 100)               | 2               |
| New Zealand (Recorded Music NZ)       | 4               |
| Na Uy (VG-lista)                      | 4               |
| Tây Ban Nha (AFYVE)                   | 2               |
| Thụy Điển (Sverigetopplistan)         | 2               |
| Thụy Sĩ (Schweizer Hitparade)         | 2               |
| Anh Quốc (OCC)                        | 1               |
| Hoa Kỳ Billboard Hot 100              | 1               |
| Hoa Kỳ Adult Contemporary (Billboard) | 2               |

| Bảng xếp hạng (1986)                 | Vị trí |
| ------------------------------------ | ------ |
| Australia (Kent Music Report)        | 6      |
| Belgium (Ultratop 50 Flanders)       | 7      |
| Canada (RPM)                         | 23     |
| Denmark (IFPI)                       | 25     |
| Europe (European Hot 100 Singles)    | 32     |
| France (SNEP)                        | 26     |
| Germany (Official German Charts)     | 43     |
| Italy (FIMI)                         | 37     |
| Netherlands (Dutch Top 40)           | 16     |
| Netherlands (Single Top 100)         | 8      |
| UK Singles (Official Charts Company) | 9      |
| US Billboard Hot 100                 | 27     |
| US Adult Contemporary (Billboard)    | 28     |
| Bảng xếp hạng (1987)                 | Vị trí |
| Europe (European Hot 100 Singles)    | 67     |
| Bảng xếp hạng (1990)                 | Vị trí |
| UK Singles (Official Charts Company) | 37     |

## Chứng nhận
| Quốc gia | Chứng nhận | Số đơn vị/doanh số chứng nhận |
| --- | ---------- | ----------------------------- |
| Canada (Music Canada) | Vàng       | 50.000^                       |
| Pháp (SNEP) | Vàng       | 476,000                       |
| Bồ Đào Nha (AFP) | Vàng       | 30.000                        |
| Anh Quốc (BPI) | Vàng       | 500.000^                      |
| Hoa Kỳ (RIAA) | Vàng       | 500.000^                      |
| * Chứng nhận dựa theo doanh số tiêu thụ. ^ Chứng nhận dựa theo doanh số nhập hàng. ‡ Chứng nhận dựa theo doanh số tiêu thụ và phát trực tuyến. |            |                               |